# Powerwolf/Diskografie
Diese Diskografie ist eine Übersicht über die musikalischen Werke der deutschen Power-Metal-Band Powerwolf. Ihre erfolgreichsten Veröffentlichungen sind die Nummer-eins-Alben Preachers of the Night, The Sacrament of Sin und The Monumental Mass – A Cinematic Metal Event.

## Alben

### Studioalben
| Jahr | Titel Musiklabel                               | Höchstplatzierung, Gesamtwochen, AuszeichnungChartplatzierungen (Jahr, Titel, Musiklabel, Platzierungen, Wochen, Auszeichnungen, Anmerkungen) | Höchstplatzierung, Gesamtwochen, AuszeichnungChartplatzierungen (Jahr, Titel, Musiklabel, Platzierungen, Wochen, Auszeichnungen, Anmerkungen) | Höchstplatzierung, Gesamtwochen, AuszeichnungChartplatzierungen (Jahr, Titel, Musiklabel, Platzierungen, Wochen, Auszeichnungen, Anmerkungen) | Anmerkungen                                           |
| Jahr | Titel Musiklabel                               | DE | AT | CH | Anmerkungen                                           |
| ---- | ---------------------------------------------- | --- | --- | --- | ----------------------------------------------------- |
| 2005 | Return in Bloodred Metal Blade Records (SPV)   | — | — | — | Erstveröffentlichung: 4. April 2005                   |
| 2007 | Lupus Dei Metal Blade Records (SPV)            | DE34 a (1 Wo.)DE | — | — | Erstveröffentlichung: 4. Mai 2007                     |
| 2009 | Bible of the Beast Metal Blade Records (SPV)   | DE76 (1 Wo.)DE | — | — | Erstveröffentlichung: 24. April 2009                  |
| 2011 | Blood of the Saints Metal Blade Records (Sony) | DE18 b (4 Wo.)DE | — | CH75 (1 Wo.)CH | Erstveröffentlichung: 29. Juli 2011                   |
| 2013 | Preachers of the Night Napalm Records (UMG)    | DE1 (6 Wo.)DE | AT24 (2 Wo.)AT | CH23 (3 Wo.)CH | Erstveröffentlichung: 19. Juli 2013                   |
| 2015 | Blessed & Possessed Napalm Records (UMG)       | DE3 (10 Wo.)DE | AT17 (2 Wo.)AT | CH10 (4 Wo.)CH | Erstveröffentlichung: 17. Juli 2015 Verkäufe: + 2.500 |
| 2018 | The Sacrament of Sin Napalm Records (UMG)      | DE1 (13 Wo.)DE | AT9 (5 Wo.)AT | CH4 (9 Wo.)CH | Erstveröffentlichung: 20. Juli 2018 Verkäufe: + 2.500 |
| 2021 | Call of the Wild Napalm Records (UMG)          | DE2 (17 Wo.)DE | AT5 (3 Wo.)AT | CH5 (6 Wo.)CH | Erstveröffentlichung: 16. Juli 2021 Verkäufe: + 2.500 |
| 2024 | Wake Up the Wicked Napalm Records (UMG)        | DE1 (4 Wo.)DE | AT1 (4 Wo.)AT | CH4 (2 Wo.)CH | Erstveröffentlichung: 26. Juli 2024                   |

### Livealben
| Jahr | Titel Musiklabel                                                   | Höchstplatzierung, Gesamtwochen, AuszeichnungChartplatzierungen (Jahr, Titel, Musiklabel, Platzierungen, Wochen, Auszeichnungen, Anmerkungen) | Höchstplatzierung, Gesamtwochen, AuszeichnungChartplatzierungen (Jahr, Titel, Musiklabel, Platzierungen, Wochen, Auszeichnungen, Anmerkungen) | Höchstplatzierung, Gesamtwochen, AuszeichnungChartplatzierungen (Jahr, Titel, Musiklabel, Platzierungen, Wochen, Auszeichnungen, Anmerkungen) | Anmerkungen                                            |
| Jahr | Titel Musiklabel                                                   | DE | AT | CH | Anmerkungen                                            |
| ---- | ------------------------------------------------------------------ | --- | --- | --- | ------------------------------------------------------ |
| 2016 | The Metal Mass – Live Napalm Records (UMG)                         | DE4 (5 Wo.)DE | AT*AT | CH30 (1 Wo.)CH | Erstveröffentlichung: 27. Juli 2016 * siehe Videoalbum |
| 2022 | The Monumental Mass – A Cinematic Metal Event Napalm Records (UMG) | DE1 (6 Wo.)DE | AT55 (1 Wo.)AT | CH20 (1 Wo.)CH | Erstveröffentlichung: 8. Juli 2022                     |

### Kompilationen
| Jahr | Titel Musiklabel                         | Höchstplatzierung, Gesamtwochen, AuszeichnungChartplatzierungen (Jahr, Titel, Musiklabel, Platzierungen, Wochen, Auszeichnungen, Anmerkungen) | Höchstplatzierung, Gesamtwochen, AuszeichnungChartplatzierungen (Jahr, Titel, Musiklabel, Platzierungen, Wochen, Auszeichnungen, Anmerkungen) | Höchstplatzierung, Gesamtwochen, AuszeichnungChartplatzierungen (Jahr, Titel, Musiklabel, Platzierungen, Wochen, Auszeichnungen, Anmerkungen) | Anmerkungen                                                                                           |
| Jahr | Titel Musiklabel                         | DE | AT | CH | Anmerkungen                                                                                           |
| ---- | ---------------------------------------- | --- | --- | --- | --- |
| 2019 | Metallum Nostrum Napalm Records (UMG)    | DE67 (1 Wo.)DE | — | — | Erstveröffentlichung: 11. Januar 2019 (Coveralbum) ursprünglich Teil von Blessed & Possessed (Boxset) |
| 2020 | Best of the Blessed Napalm Records (UMG) | DE2 (5 Wo.)DE | AT28 (1 Wo.)AT | CH9 (3 Wo.)CH | Erstveröffentlichung: 3. Juli 2020                                                                    |
| 2022 | Missa Cantorem II Napalm Records (UMG)   | DE32 (1 Wo.)DE | — | CH100 (1 Wo.)CH | Erstveröffentlichung: 17. November 2022 (Coveralbum) auch Teil der Call of the Wild (Tour Edition)    |
| 2023 | Interludium Napalm Records (UMG)         | DE3 (4 Wo.)DE | AT6 (2 Wo.)AT | CH5 (2 Wo.)CH | Erstveröffentlichung: 7. April 2023                                                                   |

## Singles
| Jahr | Titel Album                                                           | Anmerkungen                                                                                     |
| ---- | --------------------------------------------------------------------- | ----------------------------------------------------------------------------------------------- |
| 2011 | We Drink Your Blood Blood of the Saints                               | Erstveröffentlichung: 5. Juli 2011                                                              |
| 2013 | Amen & Attack Preachers of the Night                                  | Erstveröffentlichung: 28. Juni 2013                                                             |
| 2015 | Armata Strigoi Blessed & Possessed                                    | Erstveröffentlichung: 5. Mai 2015                                                               |
| 2015 | Army of the Night Blessed & Possessed                                 | Erstveröffentlichung: 15. Mai 2015                                                              |
| 2018 | Demons Are a Girl’s Best Friend The Sacrament of Sin                  | Erstveröffentlichung: 25. Mai 2018 Verkäufe: + 1.000                                            |
| 2018 | Midnight Madonna The Sacrament of Sin                                 | Erstveröffentlichung: 25. Mai 2018                                                              |
| 2018 | Fire & Forgive The Sacrament of Sin                                   | Erstveröffentlichung: 22. Juni 2018                                                             |
| 2018 | Incense & Iron The Sacrament of Sin                                   | Erstveröffentlichung: 12. Juli 2018                                                             |
| 2019 | Kiss of the Cobra King Return in Bloodred                             | Erstveröffentlichung: 1. November 2019 Verkäufe: + 1.000                                        |
| 2020 | Werewolves of Armenia Bible of the Beast                              | Erstveröffentlichung: 27. März 2020                                                             |
| 2020 | Sanctified with Dynamite (Live) Best of the Blessed                   | Erstveröffentlichung: 15. Mai 2020                                                              |
| 2021 | Beast of Gévaudan auch bekannt als: Bête du Gévaudan Call of the Wild | Erstveröffentlichung: 20. Mai 2021 (EN-Version) Erstveröffentlichung: 2. Juli 2021 (FR-Version) |
| 2021 | Dancing with the Dead Call of the Wild                                | Erstveröffentlichung: 24. Juni 2021 Verkäufe: + 1.000                                           |
| 2021 | Fist by Fist (Sacralize or Strike) Missa Cantorem                     | Erstveröffentlichung: 12. Juli 2021 feat. Matthew Heafy                                         |
| 2022 | Sainted by the Storm Interludium                                      | Erstveröffentlichung: 25. März 2022                                                             |
| 2022 | Venom of Venus (Live) The Monumental Mass – A Cinematic Metal Event   | Erstveröffentlichung: 5. Mai 2022                                                               |
| 2022 | Glaubenskraft (Live) The Monumental Mass – A Cinematic Metal Event    | Erstveröffentlichung: 9. Juni 2022                                                              |
| 2022 | My Will Be Done Interludium                                           | Erstveröffentlichung: 11. Oktober 2022                                                          |
| 2023 | Poison –                                                              | Erstveröffentlichung: 3. Februar 2023 Original: Alice Cooper                                    |
| 2023 | No Prayer at Midnight Interludium                                     | Erstveröffentlichung: 28. Februar 2023                                                          |
| 2023 | Bark at the Moon –                                                    | Erstveröffentlichung: 3. Dezember 2023 Original: Ozzy Osbourne                                  |
| 2024 | 1589 Wake Up the Wicked                                               | Erstveröffentlichung: 17. Mai 2024                                                              |
| 2024 | Sinners of the Seven Seas Wake Up the Wicked                          | Erstveröffentlichung: 21. Juni 2024                                                             |

## Videoalben und Musikvideos

### Videoalben
| Jahr | Titel Musiklabel                                                   | Höchstplatzierung, Gesamtwochen, AuszeichnungChartplatzierungen (Jahr, Titel, Musiklabel, Platzierungen, Wochen, Auszeichnungen, Anmerkungen) | Höchstplatzierung, Gesamtwochen, AuszeichnungChartplatzierungen (Jahr, Titel, Musiklabel, Platzierungen, Wochen, Auszeichnungen, Anmerkungen) | Höchstplatzierung, Gesamtwochen, AuszeichnungChartplatzierungen (Jahr, Titel, Musiklabel, Platzierungen, Wochen, Auszeichnungen, Anmerkungen) | Anmerkungen                                                                      |
| Jahr | Titel Musiklabel                                                   | DE | AT | CH | Anmerkungen                                                                      |
| ---- | ------------------------------------------------------------------ | --- | --- | --- | -------------------------------------------------------------------------------- |
| 2016 | The Metal Mass – Live Napalm Records (UMG)                         | DE*DE | AT5 (1 Wo.)AT | — | Erstveröffentlichung: 27. Juli 2016 * Verkäufe werden dem Livealbum hinzuaddiert |
| 2022 | The Monumental Mass – A Cinematic Metal Event Napalm Records (UMG) | DE*DE | AT*AT | CH*CH | Erstveröffentlichung: 8. Juli 2022 * Verkäufe werden dem Livealbum hinzuaddiert  |

### Musikvideos
| Jahr | Titel                           | Regie                          |
| ---- | ------------------------------- | ------------------------------ |
| 2011 | We Drink Your Blood             |                                |
| 2012 | Sanctified with Dynamite        |                                |
| 2013 | Amen & Attack                   |                                |
| 2015 | Army of the Night               |                                |
| 2015 | Armata Strigoi                  |                                |
| 2018 | Demons Are a Girl’s Best Friend |                                |
| 2018 | Fire & Forgive                  |                                |
| 2018 | Killers with the Cross          |                                |
| 2018 | Incense & Iron                  |                                |
| 2018 | The Sacrament of Sin            |                                |
| 2018 | Stossgebet                      |                                |
| 2018 | Where the Wild Wolves Have Gone |                                |
| 2019 | Kiss of the Cobra King          |                                |
| 2019 | Nightside of Siberia            |                                |
| 2020 | Werewolves of Armenia           |                                |
| 2020 | Sanctified with Dynamite (Live) |                                |
| 2021 | Beast of Gévaudan               | Chiara Cerami, Matteo Fabbiani |
| 2021 | Dancing with the Dead           | Chiara Cerami, Matteo Fabbiani |
| 2022 | Glaubenskraft                   |                                |
| 2022 | Dancing with the Dead           | Chiara Cerami, Matteo Fabbiani |
| 2023 | No Prayer at Midnight           | Chiara Cerami, Matteo Fabbiani |

## Boxsets
| Jahr | Titel Musiklabel                                    | Höchstplatzierung, Gesamtwochen, AuszeichnungChartplatzierungen (Jahr, Titel, Musiklabel, Platzierungen, Wochen, Auszeichnungen, Anmerkungen) | Höchstplatzierung, Gesamtwochen, AuszeichnungChartplatzierungen (Jahr, Titel, Musiklabel, Platzierungen, Wochen, Auszeichnungen, Anmerkungen) | Höchstplatzierung, Gesamtwochen, AuszeichnungChartplatzierungen (Jahr, Titel, Musiklabel, Platzierungen, Wochen, Auszeichnungen, Anmerkungen) | Anmerkungen                                                 |
| Jahr | Titel Musiklabel                                    | DE | AT | CH | Anmerkungen                                                 |
| ---- | --------------------------------------------------- | --- | --- | --- | ----------------------------------------------------------- |
| 2011 | Trinity in Black Metal Blade Records (SPV)          | — | — | — | Erstveröffentlichung: 6. Mai 2011 Verkäufe: 500 (limitiert) |
| 2014 | The History of Heresy I Metal Blade Records (Sony)  | DE88 (1 Wo.)DE | — | — | Erstveröffentlichung: 23. Mai 2014                          |
| 2014 | The History of Heresy II Metal Blade Records (Sony) | — | — | — | Erstveröffentlichung: 24. Oktober 2014                      |

## Promoveröffentlichungen

### Alben
| Jahr | Titel Musiklabel                              | Anmerkungen                                                                          |
| ---- | --------------------------------------------- | ------------------------------------------------------------------------------------ |
| 2011 | Wolfsnächte 2012 Tour EP Selbstverlag         | Erstveröffentlichung: 13. Dezember 2011 mit Lonewolf, Mystic Prophecy & Stormwarrior |
| 2015 | Wolfsnächte 2015 Tour EP Napalm Records (UMG) | Erstveröffentlichung: 2015 mit Civil War, Orden Ogan & Xandria                       |

### Singles
| Jahr | Titel Album                                    | Anmerkungen                                                                                 |
| ---- | ---------------------------------------------- | ------------------------------------------------------------------------------------------- |
| 2021 | Nightside of Siberia The Sacrament of Sin      | Erstveröffentlichung: 13. August 2021 Vertrieb nur über EMP; Verkäufe: 1.000 (limitiert)    |
| 2021 | Glaubenskraft Call of the Wild                 | Erstveröffentlichung: 3. Dezember 2021 Vertrieb nur über EMP; Verkäufe: 1.000 (limitiert)   |
| 2022 | Blood for Blood (Faoladh) Call of the Wild     | Erstveröffentlichung: 26. August 2022 Vertrieb nur über EMP; Verkäufe: 1.000 (limitiert)    |
| 2023 | Venom of Venus The Sacrament of Sin            | Erstveröffentlichung: 14. Februar 2023 Vertrieb nur über EMP; Verkäufe: 1.000 (limitiert)   |
| 2023 | Killers with the Cross The Sacrament of Sin    | Erstveröffentlichung: 7. April 2023 Vertrieb nur über EMP; Verkäufe: 1.000 (limitiert)      |
| 2023 | Saturday Satan Lupus Dei                       | Erstveröffentlichung: 9. September 2023 Vertrieb nur über EMP; Verkäufe: 1.000 (limitiert)  |
| 2024 | We Don't Wanna Be No Saints Wake Up the Wicked | Erstveröffentlichung: 27. September 2024 Vertrieb nur über EMP; Verkäufe: 1.000 (limitiert) |
| 2024 | Thunderpriest Wake Up the Wicked               | Erstveröffentlichung: 6. Dezember 2024 Vertrieb nur über EMP; Verkäufe: 1.000 (limitiert)   |
| 2025 | Kyrie Klitorem Wake Up the Wicked              | Erstveröffentlichung: 28. Februar 2025 Vertrieb nur über EMP; Verkäufe: 1.000 (limitiert)   |
| 2025 | Joan of Arc Wake Up the Wicked                 | Erstveröffentlichung: 30. Mai 2025 Vertrieb nur über EMP; Verkäufe: 1.000 (limitiert)       |

| Jahr | Titel Album                                                | Anmerkungen |
| ---- | ---------------------------------------------------------- | --- |
| 2011 | Head öf the Pack / Blood of the Saints                     | Erstveröffentlichung: 2011 Skull Fist / Powerwolf                                                                      |
| 2020 | Stossgebet The Sacrament of Sin / Schicksalsmelodien       | Erstveröffentlichung: 19. Juni 2020 Powerwolf / Eisbrecher; Vertrieb nur über EMP; Verkäufe: 1.000 (limitiert)         |
| 2020 | Where the Wild Wolves Have Gone The Sacrament of Sin / –   | Erstveröffentlichung: 23. Oktober 2020 Powerwolf / Korpiklaani; Vertrieb nur über EMP; Verkäufe: 1.000 (limitiert)     |
| 2021 | Amen & Attack Preachers of the Night / Das elfte Gebot     | Erstveröffentlichung: 7. Mai 2021 Powerwolf / Feuerschwanz; Vertrieb nur über EMP; Verkäufe: 1.000 (limitiert)         |
| 2021 | We Drink Your Blood Blood of the Saints / Communio Lupatum | Erstveröffentlichung: 15. Oktober 2021 Powerwolf / Saltatio Mortis; Vertrieb nur über EMP; Verkäufe: 1.000 (limitiert) |
| 2022 | Armata Strigoi Blessed & Posessed / Morgana                | Erstveröffentlichung: 6. Dezember 2022 Powerwolf / Warkings; Vertrieb nur über EMP; Verkäufe: 1.000 (limitiert)        |

## Sonderveröffentlichungen

### Alben
| Jahr | Titel Album                                 | Anmerkungen |
| ---- | ------------------------------------------- | --- |
| 2017 | Blessed & Orchestrated Napalm Records (UMG) | Erstveröffentlichung: 7. Juli 2017 Verkäufe: 50 (limitierte 7″-Vinyl); Teil von der Blessed & Possessed (Wooden Box) |

| Jahr | Titel Album                                  | Anmerkungen                                                                                     |
| ---- | -------------------------------------------- | ----------------------------------------------------------------------------------------------- |
| 2013 | The Rock Hard Sacrament Napalm Records (UMG) | Erstveröffentlichung: Juni 2013 Beigabe der Rock-Hard-Ausgabe Vol. 314 07/2013                  |
| 2018 | Communio Luporum Napalm Records (UMG)        | Erstveröffentlichung: 20. Juli 2018 (Coveralbum) Teil von The Sacrament of Sin (Deluxe Edition) |
| 2021 | Missa Cantorem Napalm Records (UMG)          | Erstveröffentlichung: 16. Juli 2021 (Coveralbum) Teil der Call of the Wild (Deluxe Edition)     |

| Jahr | Titel Album                                                            | Anmerkungen                                                                                                |
| ---- | ---------------------------------------------------------------------- | --- |
| 2012 | Alive in the Night Metal Blade Records (Sony)                          | Erstveröffentlichung: 14. März 2012 Beigabe der Metal-Hammer-Ausgabe 04/12                                 |
| 2017 | Preaching at the Breeze Napalm Records (UMG)                           | Erstveröffentlichung: 6. Januar 2017 Teil von Blessed & Possessed (Tour Edition)                           |
| 2020 | The Live Sacrament Napalm Records (UMG)                                | Erstveröffentlichung: 3. Juli 2020 Teil von Best of the Blessed (Limited Edition)                          |
| 2022 | Hallowed Be the Holy Ground – Live at Wacken 2019 Napalm Records (UMG) | Erstveröffentlichung: 8. Juli 2022 Teil von The Monumental Mass – A Cinematic Metal Event (Deluxe Edition) |
| 2024 | Wicked and Alive Metal Hammer (MH)                                     | Erstveröffentlichung: 26. Juli 2024 Beigabe der Metal-Hammer-Ausgabe 08/24                                 |
| 2024 | Live at Summerbreeze 2023 Napalm Records (UMG)                         | Erstveröffentlichung: 2024 Beilage der ViP-Tickets zur Wolfsnächte 2024 Tour                               |

### Lieder
| Jahr | Titel Album                                            | Anmerkungen                                                    |
| ---- | ------------------------------------------------------ | -------------------------------------------------------------- |
| 2009 | Riding the Storm Reunation – A Tribute to Running Wild | Erstveröffentlichung: 30. November 2009 Original: Running Wild |

## Statistik

### Chartauswertung
|                     | DE     | AT    | CH     |
| ------------------- | ------ | ----- | ------ |
| Nummer-eins-Alben   | DE4DE  | AT1AT | CH—CH  |
| Top-10-Alben        | DE9DE  | AT4AT | CH6CH  |
| Alben in den Charts | DE15DE | AT8AT | CH11CH |

|                          | DE    | AT    | CH    |
| ------------------------ | ----- | ----- | ----- |
| Nummer-eins-Videoalben   | DE—DE | AT—AT | CH—CH |
| Top-10-Videoalben        | DE—DE | AT1AT | CH—CH |
| Videoalben in den Charts | DE—DE | AT1AT | CH—CH |

### Auszeichnungen für Musikverkäufe
| Goldene Schallplatte - Tschechien - 2018: für das Album Blessed & Possessed - 2019: für das Album The Sacrament of Sin - 2022: für das Album Call of the Wild | Platin-Schallplatte - Tschechien - 2018: für die Single Demons Are a Girl’s Best Friend - 2020: für die Single Kiss of the Cobra King - 2021: für die Single Dancing with the Dead |

| Land/RegionAuszeichnungen für Musikverkäufe (Land/Region, Auszeichnungen, Verkäufe, Quellen) | Gold     | Platin     | Verkäufe | Quellen         |
| -------------------------------------------------------------------------------------------- | -------- | ---------- | -------- | --------------- |
| Tschechien (IFPI)                                                                            | 3× Gold3 | 3× Platin3 | 10.500   | Einzelnachweise |
| Insgesamt                                                                                    | 3× Gold3 | 3× Platin3 |          |                 |